# Nati nel 1990/Senza giorno specificato
| Questa pagina contiene informazioni ricavate automaticamente dalle voci biografiche con l'ausilio del template Bio e di un bot. L'aggiornamento è periodico e automatico e ricostruisce completamente la pagina. Se manca una persona in questa lista, sei pregato di non aggiungerla, ma accertati piuttosto che la sua voce biografica contenga il template Bio e che i dati anagrafici siano correttamente compilati. Se il template Bio manca, inseriscilo tu stesso o, in alternativa, metti l'avviso {{tmp\|Bio}} che ne segnala la mancanza. Se i dati riportati sono sbagliati, correggi direttamente la voce biografica; le modifiche saranno visibili in questa lista entro pochi giorni. Per chiarimenti vedi il progetto biografie. La lista contiene solo le 75 persone che sono citate nell'enciclopedia e per le quali è stato implementato correttamente il template Bio. Pagina aggiornata al 26 apr 2025. |

- Marie-Noëlle Ada Meyo, modella gabonese
- Kirsty Lee Akers, cantante australiana
- Baiuca, musicista, compositore e disc jockey spagnolo
- Marion Allard, ex sciatrice alpina francese
- Alessandro Baldessari, compositore e produttore discografico italiano
- Tawfiq Barhum, attore palestinese
- Natasha Barnes, attrice e cantante britannica
- Xhesika Berberi, modella albanese
- Sergio Bernal Alonso, danzatore e coreografo spagnolo
- Emil Holmeide Blattmann, ex sciatore alpino norvegese
- Daniel Blumberg, polistrumentista e cantante inglese
- John Brooks, arbitro di calcio e ex assistente arbitrale di calcio inglese
- Avianca Böhm, modella neozelandese
- Francesca Cardinale, attrice italiana
- Sara Cox, arbitro di rugby a 15 britannico
- Sonia Cruz, modella salvadoregna
- Dávid Danku, ex giocatore di football americano ungherese
- Marie-Morgane Dessart, sciatrice alpina belga
- Giulia Enders, medico, biologa e scrittrice tedesca
- Maya Eshet, attrice israeliana
- Alireza Ghasemi, sceneggiatore, regista e produttore cinematografico iraniano
- Julian Giacomelli, ex sciatore alpino italiano
- Rose Glass, regista e sceneggiatrice britannica
- Natalie Griffith, modella barbadiana
- Ahmed Ismail Hassan, giornalista e youtuber bahreinita († 2012)
- Seán Hewitt, scrittore, poeta e critico letterario britannico
- André Holgård, giocatore di football americano e calciatore svedese
- Tom Homer, rugbista a 15 inglese
- Kerim Homri, giocatore di football americano tedesco
- Abigail Hyndman, modella britannica
- Anne-Marie Imafidon, informatica, matematica e dirigente d'azienda britannica
- Valerija Kelava, modella slovena
- Mahfuza Khatun, nuotatrice bangladese
- Gøran Kirkefjord, ex sciatore alpino norvegese
- Dagmar Kolesárová, modella slovacca
- Alexandra Koniak, cantante greca
- Ricarda Kraus, ex sciatrice alpina tedesca
- Adrián Lamana, attore spagnolo
- Gregor Lietzau, giocatore di football americano tedesco
- Song Lingdong, astronauta cinese
- Guslagie Malanda, attrice francese
- Al-Anoud bint Mana Al Hajri, qatariota
- Zuzana Matoušová, ex sciatrice alpina ceca
- Aleix Melé, attore e musicista spagnolo
- Matt Milne, attore britannico
- Demi Lee Moore, cantante sudafricana
- Willy N'Kishi, giocatore di football americano francese
- Clemens Nagiller, ex sciatore alpino austriaco
- Evelyn Pernkopf, ex sciatrice alpina austriaca
- Flavio Perrone, thaiboxer italiano
- Anniken Krane Plener, ex sciatrice alpina norvegese
- John K, cantante statunitense
- Barbara Prantl, ex sciatrice alpina austriaca
- Justin Pugh, giocatore di football americano statunitense
- Alemán, rapper messicano
- Ryan Riess, giocatore di poker statunitense
- Erle Marie Ringvold, ex sciatrice alpina norvegese
- Gabriel Robichaud, scrittore, poeta e attore canadese
- Mathieu Routhier, ex sciatore alpino canadese
- Bea Rose Santiago, modella filippina
- Paul Schroeder, ex sciatore alpino francese
- Felicia Spencer, ex artista marziale mista canadese
- Pajtim Statovci, scrittore finlandese
- Christian Steinbacher, ex sciatore alpino tedesco
- Malina Suliman, artista afghana
- Anna Teliczan, cantante polacca
- Cornelia Tiefenbacher, ex sciatrice alpina austriaca
- Aldous Harding, cantautrice neozelandese
- Marcelina Vahekeni, modella angolana
- Suvi Väisänen, giocatrice di football americano finlandese
- Victoria Whitney, ex sciatrice alpina canadese
- Maximilian Wild, giocatore di football americano tedesco
- Diana Xu, modella cinese
- Mohammad Yaqoob, generale e politico afghano
- Sasha Zaitsoff, ex sciatore alpino canadese